# Hadromys yunnanensis
Hadromys yunnanensis — вид гризунів родини мишевих. Нещодавно його було звільнено від синонімії щодо Hadromys humei, тому про нього дуже мало інформації. Його визнали окремим видом завдяки значно більшому розміру тіла, відносно коротшому хвості, чисто білому нижньому відділу тіла на відміну від сірого, значно коротшій діастемі та коротшому піднебінню по відношенню до його черепа. Він розташований лише в провінції Юньнань Китаю, де він відомий лише з природного заповідника Тунбігуань у місті Руйлі.